# Lorenz von Braunwart
Lorenz Ritter von Braunwart (* 18. Mai 1826 in Würzburg; † 4. April 1904 in München) war ein deutscher Jurist.

## Werdegang
Braunwart studierte von 1845 bis 1848 Rechtswissenschaften an der Universität Würzburg. 1850 legte er den Staatskonkurs ab.
Von 13. Oktober 1888 bis 30. Juni 1896 war er Präsident des Bayerischen Verwaltungsgerichtshofes.